# Hyloscirtus estevesi
Hyloscirtus estevesi é uma espécie de anfíbio anuro da família Hylidae. Está presente na Venezuela. A UICN classificou-a como em perigo de extinção.